# Lassana Diarra
Lassana Diarra (ur. 10 marca 1985 roku w Paryżu) – francuski piłkarz malijskiego pochodzenia, występujący na pozycji pomocnika.

## Kariera klubowa

### Początki
Karierę zaczynał w Le Havre AC, w lipcu 2005 został zawodnikiem Chelsea W ostatni dzień okna transferowego – 31 sierpnia 2007 r. Diarra został piłkarzem Arsenalu. W Arsenalu przejął koszulkę z nr 8 po Frederiku Ljungbergu. W pierwszej jedenastce Arsenalu zadebiutował 19 września 2007 r. w pierwszej kolejce fazy grupowej Ligi Mistrzów w meczu z Sevilla FC, wygranym przez Arsenal 3:0. 16 stycznia 2008 przeszedł do Portsmouth, gdyż nie mógł liczyć na grę w podstawowej jedenastce. Dwukrotnie został wybrany najlepszym młodym zawodnikiem obu swoich byłych klubów – Le Havre AC (2004) i Chelsea (2006).

### Real Madryt
17 grudnia 2008 Real Madryt potwierdził, że Portsmouth zaakceptowało ofertę transferu. Ceny nie podano, ale szacuje się, iż klub ze stolicy Hiszpanii zaoferował za defensywnego pomocnika ponad 20 milionów euro.

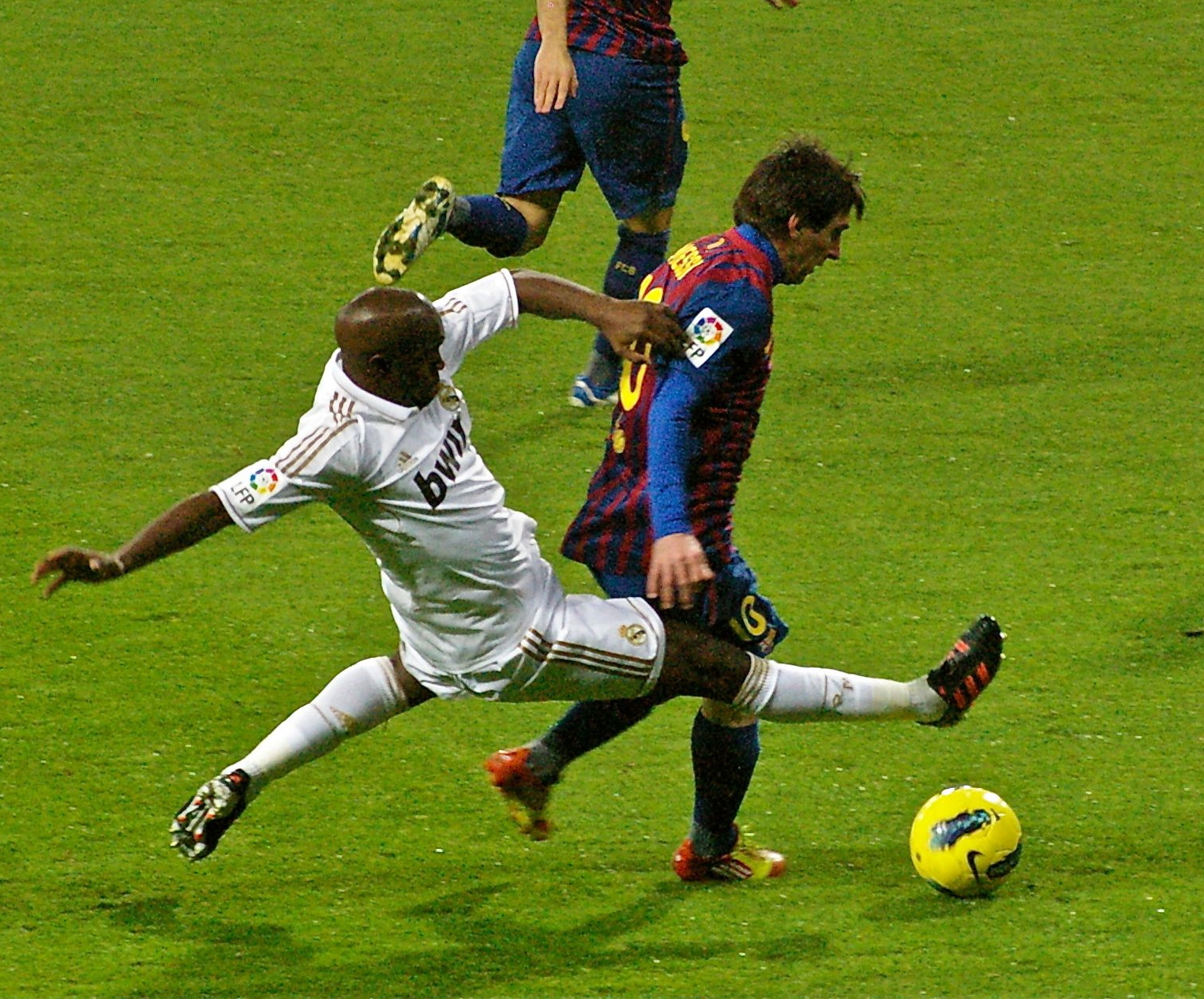
Diarra przeciwko Leo Messiemu podczas El Clásico w grudniu 2011.

21 grudnia został oficjalnie piłkarzem Realu Madryt, zaś 22 grudnia odbyła się jego prezentacja na Estadio Santiago Bernabeu. W barwach klubu z Madrytu zadebiutował 4 stycznia 2009 z numerem 6 na koszulce w meczu z Villarrealem (1–0). W spotkaniu tym zaliczył asystę przy bramce Raula. Po zaledwie pół roku gry dla Realu młody Francuz został okrzyknięty następcą Claude'a Makélélé, niegdyś piłkarza Realu. Dzięki świetnej grze Lass został wybrany przez UEFA do jedenastki odkryć La Liga.
W nowym sezonie 2009/2010 występuje z numerem 10 na koszulce. W pierwszym spotkaniu ligowym przeciwko Deportivo La Coruña strzelił debiutancką bramkę dla zespołu Los Blancos.
W sezonie 2010/2011 był raz rezerwowym, a raz graczem występującym w wyjściowej jedenastce. Był niezadowolony jednak ze swojej pozycji i wiele mówiło się o jego odejściu po sezonie.
Przed sezonem 2011/2012 negocjował z wieloma klubami m.in. z Tottenhamem, ale ostatecznie został w Madrycie i został zgłoszony do rozgrywek ligi hiszpańskiej z numerem 24, z którym w przeszłości w barwach drużyny ze stolicy występował m.in. Claude Makélélé, do którego Lass jest porównywany.
W Hiszpanii grał w koszulce z napisem Lass, co spowodowane było obecnością w drużynie Realu zawodnika o tym samym nazwisku – Mahamadou Diarry, który opuścił zespół w zimowym okienku transferowym sezonu 2010/11, na rzecz AS Monaco.

### Anży Machaczkała
Przed kolejnym sezonem również był wymieniany jako potencjalne wzmocnienie wielu europejskich klubów. Poważnie mówiło się o Spartak Moskwa. 31 sierpnia Diarra został sprzedany do Anży Machaczkała. Kwota transferu wyniosła 5 milionów euro. Francuz podpisał 4-letni kontrakt. Początkowo do Anży miał przejść na zasadzie wypożyczenia, ostatecznie jednak rosyjski klub zdecydował się na kupno gracza. Jak przyznał sam piłkarz, nie przeszedł do Anży z powodów finansowych, ale za namową Samuela Eto’o.

### Lokomotiw Moskwa
Z powodu obniżenia budżetu Anży, Diarra odszedł do Lokomotiwu Moskwa za 12 milionów euro. Z klubem ze stolicy Rosji podpisał 3-letni kontrakt. W sezonie 2013/14 rozegrał łącznie 17 spotkań w barwach Lokomotiwu, strzelając 1 bramkę.

### Olympique Marsylia
24 lipca 2015 podpisał czteroletni kontrakt z francuskim Olympique Marsylia. W ciągu dwóch sezonów rozegrał dla tego klubu 45 spotkań strzelając 1 bramkę.

### Al-Jazira
17 lipca 2017 został zawodnikiem emirackiego klubu Al-Jazira Abu Zabi. W sezonie 2017 wystąpił w 5 meczach tej drużyny, a po jego zakończeniu opuścił klub.

### Paris Saint-Germain
24 stycznia 2018 podpisał półtoraroczny kontrakt z Paris Saint-Germain. 21 lutego 2019 rozwiązał kontrakt z klubem i zakończył karierę.

## Kariera reprezentacyjna
Reprezentował Francję w kategorii wiekowej U-21. Regularnie powoływany do seniorskiej reprezentacji Francji. W pierwszym składzie zadebiutował 24 marca 2007 przeciwko Litwie w eliminacjach Euro 2008. Grał przez cały mecz.
30 maja 2010 roku podczas zgrupowania reprezentacji Francji w RPA ujawniła się u Diarry anemia sierpowata. To rzadka dziedziczna choroba występująca głównie w Afryce. Polega na nieprawidłowej budowie hemoglobiny. Przebywanie w warunkach wysokogórskich ujawnia i nasila jej objawy. Część meczów w RPA odbywały się w warunkach uznawanych za wysokogórskie. Uznano, że ryzyko wystąpienia nawrotów choroby byłoby zbyt duże. Dlatego lekarze reprezentacji podjęli decyzję, iż piłkarz nie pojedzie na Mundial 2010.

## Statystyki kariery
Ostatnia aktualizacja: 26 sierpnia 2012.
| Klub               | Sezon              | Liga  | Liga | Liga   | Puchar krajowy | Puchar krajowy | Puchar krajowy | Europa | Europa | Europa | Razem | Razem | Razem  |
| Klub               | Sezon              | Mecze | Gole | Asysty | Mecze          | Gole           | Asysty         | Mecze  | Gole   | Asysty | Mecze | Gole  | Asysty |
| ------------------ | ------------------ | ----- | ---- | ------ | -------------- | -------------- | -------------- | ------ | ------ | ------ | ----- | ----- | ------ |
| Le Havre AC        | 2003–04            | 0     | 0    | 0      | 0              | 0              | 0              | 0      | 0      | 0      | 0     | 0     | 0      |
| Le Havre AC        | 2004–05            | 29    | 0    | 0      | 0              | 0              | 0              | 0      | 0      | 0      | 29    | 0     | 0      |
| Le Havre AC        | Łącznie            | 29    | 0    | 0      | 0              | 0              | 0              | 0      | 0      | 0      | 29    | 0     | 0      |
| Chelsea F.C.       | 2005/06            | 3     | 0    | 0      | 2              | 0              | 0              | 2      | 0      | 0      | 7     | 0     | 0      |
| Chelsea F.C.       | 2006/07            | 10    | 0    | 0      | 8              | 0              | 0              | 5      | 0      | 1      | 23    | 0     | 1      |
| Chelsea F.C.       | Łącznie            | 13    | 0    | 0      | 10             | 0              | 0              | 7      | 0      | 1      | 30    | 0     | 1      |
| Arsenal F.C.       | 2007/08            | 7     | 0    | 0      | 3              | 0              | 0              | 3      | 0      | 0      | 13    | 0     | 0      |
| Arsenal F.C.       | Łącznie            | 7     | 0    | 0      | 3              | 0              | 0              | 3      | 0      | 0      | 13    | 0     | 0      |
| Portsmouth         | 2007/08            | 12    | 1    | 0      | 5              | 1              | 0              | 0      | 0      | 0      | 17    | 2     | 0      |
| Portsmouth         | 2008/09            | 12    | 0    | 0      | 1              | 0              | 0              | 2      | 1      | 0      | 15    | 1     | 0      |
| Portsmouth         | Łącznie            | 24    | 1    | 0      | 6              | 1              | 0              | 2      | 1      | 0      | 32    | 3     | 0      |
| Real Madryt        | 2008/09            | 19    | 0    | 3      | 0              | 0              | 0              | 2      | 0      | 0      | 21    | 0     | 3      |
| Real Madryt        | 2009/10            | 23    | 1    | 1      | 1              | 0              | 0              | 6      | 0      | 0      | 30    | 1     | 1      |
| Real Madryt        | 2010/11            | 26    | 0    | 2      | 3              | 0              | 1              | 10     | 0      | 1      | 39    | 0     | 4      |
| Real Madryt        | 2011/12            | 17    | 0    | 0      | 4              | 0              | 0              | 4      | 0      | 1      | 25    | 0     | 1      |
| Real Madryt        | 2012/13            | 2     | 0    | 0      | 0              | 0              | 0              | 0      | 0      | 0      | 2     | 0     | 0      |
| Real Madryt        | Łącznie            | 87    | 1    | 6      | 8              | 0              | 1              | 22     | 0      | 2      | 117   | 1     | 9      |
| Anży Machaczkała   | 2012/13            | 15    | 1    | 0      | 3              | 1              | 0              | 7      | 0      | 0      | 25    | 2     | 0      |
| Anży Machaczkała   | Łącznie            | 15    | 1    | 0      | 3              | 1              | 0              | 7      | 0      | 0      | 25    | 2     | 0      |
| Łącznie w karierze | Łącznie w karierze | 171   | 3    | 6      | 30             | 1              | 1              | 41     | 1      | 3      | 239   | 6     | 10     |

## Sukcesy

### Chelsea F.C.
- Puchar Anglii: 2007
- Puchar Ligi Angielskiej: 2007

### Portsmouth F.C.
- Puchar Anglii: 2008

### Real Madryt
- Puchar Hiszpanii: 2011
- Mistrzostwo Hiszpanii: 2012
- Superpuchar Hiszpanii: 2012

### Indywidualnie
- Jedenastka odkryć La Liga według UEFA: 2009